# Давыдов, Николай Сергеевич (лётчик)
Никола́й Серге́евич Давы́дов (2 ноября 1921 — 16 августа 1949) — советский лётчик, гвардии майор, заместитель командира эскадрильи. Герой Советского Союза (1945).

## Биография
Родился 2 ноября 1921 в деревне Большое Андосово ныне Пильнинского района Нижегородской области в семье крестьянина. Русский. Член КПСС с 1944. Окончил 7 классов и школу ФЗУ. С 1940 в Красной Армии. В 1942 году окончил Ворошиловградскую военную авиационную школу пилотов.
В действующей армии с марта 1943. Заместитель командира эскадрильи 75-го гвардейского штурмового авиационного полка (1-я гвардейская штурмовая авиационная дивизия, 1-я воздушная армия, 3-й Белорусский фронт) гвардии старший лейтенант Давыдов к марту 1945 года совершил 187 боевых вылетов на штурмовку оборонительных укреплений, аэродромов, скоплений войск и техники противника. Звание Героя Советского Союза присвоено 19 апреля 1945 года.
В 1948 году окончил Высшие авиационные курсы слепой и ночной подготовки лётчиков.
16 августа 1949 майор Давыдов погиб в авиационной катастрофе под городом Лунинец (Белоруссия). Похоронен там же.

## Память
- В селе Большое Андосово его именем названа школа, на здании школы установлена мемориальная доска.
- В Лунинце именем героя названа улица.
- На месте гибели Н. С. Давыдова установлен памятник — самолёт МиГ-17.

## Награды
- Герой Советского Союза (19 апреля 1945).
- Орден Ленина.
- Три ордена Красного Знамени.
- Орден Богдана Хмельницкого 3 степени.
- Орден Александра Невского.
- Орден Отечественной войны 1 степени.
- Орден Красной Звезды.
- Медали.